# Kozłówko (województwo wielkopolskie)
Kozłówko – osada w Polsce położona w województwie wielkopolskim, w powiecie gnieźnieńskim, w gminie Trzemeszno w sołectwie Kozłowo.
W latach 1975–1998 miejscowość należała administracyjnie do województwa bydgoskiego.